# 아자리아 체임벌린의 죽음
아자리아 챈텔 로렌 챔벌레인(Azaria Chantel Loren Chamberlain, 1980년 6월 11일 퀸즐랜드주 마운트아이자 ~ 1980년 8월 17일 울루루)은 1980년 8월 17일 밤 노던 준주 울루루로 가족 캠핑 여행을 갔을 때 딩고에게 살해당한 9주 된 오스트레일리아 아기이다. 그녀의 시신은 끝내 발견되지 않았다. 그녀의 부모인 린디와 마이클 챔벌레인은 딩고가 그들의 텐트에서 아기를 데려갔다고 보고했다. 그러나 린디는 모살 혐의로 재판을 받았고 3년 넘게 감옥에서 보냈다. 마이클은 집행유예를 받았다. 린디는 아자리아의 재킷이 딩고 굴 근처에서 발견되고 새로운 사인심문이 시작된 후에야 풀려났다. 2012년, 아자리아 사망 32년 후, 챔벌레인 부부의 진술은 검시관에 의해 공식적으로 지지되었다.
앨리스스프링스 최고 법원에서 열린 첫 번째 사인심문은 부모의 주장을 지지했으며 경찰 수사에 대해 매우 비판적이었다. 사인심문 결과는 호주에서 처음으로 텔레비전으로 생중계되었다. 그 후 추가 조사와 다윈에서 열린 두 번째 사인심문 끝에 린디는 살인 혐의로 기소되어 1982년 10월 29일에 유죄 판결을 받고 종신형을 선고받았다. 아자리아의 아버지 마이클은 사후 종범으로 유죄 판결을 받고(즉, 범죄가 저질러진 후 주범을 도왔지만, 범죄 자체에는 아무런 역할을 하지 않음) 집행유예를 받았다. 재판에 대한 언론의 집중은 유례없이 강렬했고 선정주의에 대한 비난을 불러일으켰으며, 재판 자체는 비전문적이고 편향적이라는 비판을 받았다. 챔벌레인 부부는 최종 오스트레일리아 고등법원 상소를 포함하여 여러 번 실패한 상소를 제기했다.
모든 법적 절차가 소진된 후, 1986년 수많은 딩고 굴이 있는 지역에서 아자리아의 재킷이 우연히 발견되면서 린디는 감옥에서 풀려났다. 1988년 9월 15일, 노던 준주 형사 항소 법원은 린디와 마이클에 대한 모든 유죄 판결을 만장일치로 뒤집었다. 1995년 세 번째 사인심문이 실시되었고, "미결" 판결이 나왔다. 2012년 6월 12일에 열린 네 번째 사인심문에서 엘리자베스 모리스 검시관은 아자리아 챔벌레인이 딩고에게 잡혀 살해되었다는 판결을 내렸다. 석방된 후 린디는 불법 감금에 대해 130만 달러를 받았고 수정된 사망진단서가 발급되었다.
이 사건에 대해 수많은 책이 쓰여졌으며, "딩고가 내 아기를 잡아먹었어" 또는 "딩고가 내 아기를 데려갔어"와 같은 형태의 문구를 사용한 대중문화 언급이 여러 개 있다. 이 이야기는 텔레비전 영화, 어둠 속의 외침이라는 장편 영화(오스트레일리아와 뉴질랜드 외에서는 A Cry in the Dark로 개봉), 텔레비전 미니시리즈, 연극, 오스트레일리아 밴드 The Paradise Motel의 콘셉트 앨범, 그리고 오페라(린디, 모야 헨더슨)로 제작되었다.

## 검시관 사인심문
실종에 대한 첫 번째 검시관 사인심문은 1980년 12월 15일 앨리스스프링스에서 매지스트레이트 데니스 배리트 앞에서 시작되었다. 1981년 2월 20일, 호주 법정 절차의 첫 번째 생중계에서 배리트는 딩고 공격이 유력한 원인이라고 판결했다. 이 판결 외에도 배리트는 공격 이후 "아자리아의 시신이 딩고의 소유에서 벗어나 알려지지 않은 사람 또는 사람에 의해 알려지지 않은 방법으로 처리되었다"고 결론 내렸다.
노던 준주 경찰과 검찰은 이 판결에 불만을 가졌다. 조사는 계속되었고, 1981년 9월 다윈에서 두 번째 사인심문이 이어졌다. 아자리아의 점프수트 자외선 사진을 바탕으로 런던 병원 의과 대학의 제임스 캐머런 (과학자)은 "점프수트 목 주위에 절개된 상처가 있었다. 다시 말해 목이 잘렸다"고 주장했으며, 사진에서 점프수트에 작은 성인의 손자국이 보였다고 주장했다. 그들의 노란색 시보레 1700 또한 퀸즐랜드에서 압류되어 군용기로 앨리스스프링스로 옮겨졌다. 이와 다른 발견에 따라, 챔벌레인 부부는 아자리아 살인 혐의로 기소되었다.
1995년 세 번째 사인심문이 실시되었으나 사망 원인을 밝히지 못하여 "미결" 판결이 나왔다.

## 린디 챔벌레인에 대한 사건
왕실 변호인은 린디 챔벌레인이 가족 자동차 앞좌석에서 아자리아의 목을 칼로 긋고 아기의 시신을 큰 카메라 케이스에 숨겼다고 주장했다. 그리고 나서 제안된 범죄 재구성(reconstruction of the crime)에 따르면, 그녀는 캠핑 그룹에 다시 합류하여 캠프파이어 주위에 앉아 아들 중 한 명에게 구운 콩 통조림을 먹이고, 텐트로 가서 딩고가 아기를 데려갔다고 소리쳤다. 나중에 캠핑장 다른 사람들이 수색하는 동안 그녀가 시신을 처리했다고 주장되었다.
이 주장을 뒷받침하는 핵심 증거는 아기가 실종된 지 약 일주일 후에 텐트에서 4km 떨어진 곳에서 발견된 점프수트로, 목 부분에 피가 묻어 있었으며, 챔벌레인 부부의 1977년 홀덴 토라나 해치백 앞좌석 얼룩에서 태아 헤모글로빈 증거가 발견되었다는 매우 논란이 많은 법의학 보고서였다. 태아 헤모글로빈은 6개월 이하 영아에게 존재하며, 아자리아는 실종 당시 9주 반이었다.
린디 챔벌레인은 아자리아가 입고 있던 옷에 대해 심문을 받았다. 그녀는 아자리아가 점프수트 위에 마티네 재킷을 입고 있었지만, 옷이 발견되었을 때는 재킷이 없었다고 주장했다. 그녀는 점프수트 안에 있던 아자리아의 민소매가 뒤집혀 있었다는 사실에 대해 심문을 받았다. 그녀는 아기들에게 민소매를 뒤집어 입힌 적이 없으며, 이에 대해 매우 꼼꼼했다고 주장했다. 이 진술은 증거로 수집될 당시 옷의 상태와 상충되었다. 옷은 조사관에 의해 사진을 위해 정리되어 있었다.
그녀의 변호에서는 1980년 8월 17일 저녁에 그 지역에서 딩고를 보았다는 목격자 증언이 제출되었다. 모든 증인들은 챔벌레인 부부의 이야기를 믿는다고 주장했다. 한 간호사는 또한 검찰이 아자리아가 살해되었다고 주장한 시간 이후에 아기의 울음소리를 들었다고 보고했다. 또한 성인 혈액도 태아 헤모글로빈에 사용된 검사를 통과했으며, 그 특정 검사에서 유사한 결과를 낼 수 있는 다른 유기 화합물이 있다는 증거도 제시되었다. 여기에는 코 점액과 초콜릿 밀크셰이크도 포함되었는데, 둘 다 아자리아가 살해되었다고 알려진 차량 안에 있었다.
10년 넘게 딩고 연구를 수행한 엔지니어 레스 해리스는 캐머런의 발견과는 달리 딩고의 열육치가 자동차 안전벨트만큼 질긴 재료를 찢을 수 있다고 말했다. 그는 또한 포획된 암컷 딩고가 포장지에서 고기 묶음을 제거하고 종이는 그대로 남겨둔 사례를 인용했다.
배심원단은 변호인의 주장을 기각했다. 린디 챔벌레인은 1982년 10월 29일 살인 혐의로 유죄 판결을 받고 종신형을 선고받았다. 마이클 챔벌레인은 사후 종범으로 유죄 판결을 받았고 18개월 집행유예를 받았다.

### 항소
1983년 4월 연방 법원에 항소했으나 실패했다. 그 후, 오스트레일리아 고등법원은 판결이 안전하지 않고 불만족스럽다는 이유로 유죄 판결을 파기해 달라는 요청을 받았다. 그러나 1984년 2월, 법원은 다수결(3-2)로 항소를 기각했다.

## 석방 및 무죄 선고
사건의 최종 해결은 우연한 발견에 의해 촉발되었다. 1986년 초, 영국인 관광객 데이비드 브렛이 저녁 등반 중 울루루에서 떨어져 사망했다. 바위의 엄청난 크기와 주변 지형의 덤불 특성 때문에 브렛의 유해는 그가 발을 헛디딘 절벽 아래와 딩고 굴로 가득한 지역에서 발견되기까지 8일이 걸렸다. 경찰이 딩고에게 끌려갔을 수도 있는 실종된 뼈를 찾기 위해 그 지역을 수색하던 중, 그들은 아자리아의 실종된 마티네 재킷을 발견했다.
노던 준주 주총리는 린디 챔벌레인의 즉각적인 석방을 명령했고 사건은 재개되었다. 1988년 9월 15일, 노던 준주 형사 항소 법원은 린디와 마이클 챔벌레인에 대한 모든 유죄 판결을 만장일치로 뒤집었다.
챔벌레인 재판에서 법의학 증거의 의심스러운 성격과 그것에 부여된 비중은 그러한 절차와 형사 사건에서의 전문가 증언에 대한 우려를 제기했다. 검찰은 핵심적인 헤모글로빈 검사가 챔벌레인 부부의 차에서 태아 헤모글로빈의 존재를 나타냈다고 성공적으로 주장했으며, 이는 원래 유죄 판결의 중요한 요인이었다. 그러나 나중에 이러한 검사는 매우 신뢰할 수 없으며, 자동차 제조 중에 뿌려진 "방음재"에 대해 수행된 유사한 검사에서도 사실상 동일한 결과가 나왔다는 것이 밝혀졌다.
무죄 판결을 받은 지 2년 후, 챔벌레인 부부는 불법 감금에 대한 보상금으로 130만 달러를 받았는데, 이 금액은 그들의 법률 비용의 3분의 1도 채 되지 않았다.
세 번째 검시관 사인심문 결과는 1995년 12월 13일에 발표되었는데, 검시관은 "사망 원인 및 방식은 알 수 없음"이라고 판결했다.
2011년 12월, 당시 노던 준주 검시관 중 한 명인 엘리자베스 모리스는 2012년 2월에 네 번째 사인심문이 열릴 것이라고 발표했다. 이는 "아자리아 사망 이후 딩고 공격에 대한 [챔벌레인 부부의] 변호인이 제공한 정보와 관련하여" 주로 진행될 예정이었으며, 딩고가 아자리아를 데려갔다는 사실을 입증하기 위한 챔벌레인 부부의 새로운 사인심문 캠페인의 일환이었다. 2012년 6월 12일, 아자리아 챔벌레인의 실종에 대한 네 번째 검시관 사인심문에서 모리스는 1980년 아자리아 사망의 책임이 딩고에게 있다고 판결했다. 모리스는 그 후 딩고가 사람을 공격하여 부상 심지어 사망에 이르게 한 보고들을 고려하여 이러한 결정을 내렸다. 그녀는 "아자리아 챔벌레인은 1980년 8월 17일 에어즈 록에서 사망했다. 사망 원인은 딩고의 공격과 납치 때문이었다"고 진술했다. 그녀는 이어서 아자리아 챔벌레인의 부모와 형제자매에게 "소중하고 사랑하는 딸과 여동생의 사망에 대한" 애도를 표했으며, 사망 원인이 기재된 새로운 사망진단서가 등록되었다고 밝혔다.

## 언론 개입 및 편향
챔벌레인 재판은 크게 언론의 주목을 받았다. 린디 챔벌레인에 대한 사건에서 제시된 증거의 대부분이 나중에 기각되었음을 감안할 때, 이 사건은 언론 보도와 편견이 재판에 부정적인 영향을 미칠 수 있는 언론 재판의 사례로 사용된다.
재판 당시 대중과 언론의 여론은 극명하게 갈렸으며, "환상적인 소문과 역겨운 농담" 그리고 많은 만화가 등장했다. 특히 린디 챔벌레인이 슬픔에 잠긴 어머니의 전형적인 행동을 보이지 않았다는 이유로 그녀에게 적대감이 집중되었다. 챔벌레인 부부의 제칠일안식일예수재림교회 종교에 대해서도 많은 이야기가 오갔는데, 교회가 기괴한 종교 의식의 일환으로 영아를 살해하는 컬트였다는 주장까지 나왔다.
익명의 제보자가 마운트아이자에서 아자리아의 의사라고 주장하며 "아자리아"라는 이름이 "광야에서의 희생"을 의미한다고 주장했다(실제로는 "하느님의 도움을 받은"을 의미한다). 그녀는 비유적인 마녀 사냥의 대상이 되었을 뿐만 아니라, 일부는 그녀가 문자 그대로 마녀라고 주장하기도 했다.
린디 챔벌레인이 아기에게 검은 드레스를 입혔다는 보도가 있었고, 이는 부정적인 여론을 불러일으켰다.

## 이후 사건
챔벌레인 사건 이후, 딩고가 사람을 공격한 것으로 입증된 사건들이 대중적으로 논의되었는데, 특히 순수 혈통 야생 딩고의 마지막 피난처인 K'gari (퀸즐랜드 해안 근처)에서의 딩고 공격이 그러했다. 이러한 공격들 이후, K'gari에서 최소 400건의 딩고 공격이 기록되었음이 밝혀졌다. 대부분은 어린이에게 가해졌지만, 최소 두 건은 성인에게 가해졌다. 예를 들어, 1998년 4월, 13개월 된 여자아이가 워디 포인트 캠핑장에서 피크닉 담요에서 딩고에게 공격을 받아 약 1미터(3피트) 끌려갔다. 아기는 아버지가 개입하자 떨어졌다.
2004년 7월, 멜버른 은퇴자 프랭크 콜은 1980년에 딩고를 쏘았고 그 입에서 아기를 발견했다고 주장했다. 콜을 심문한 후, 경찰은 사건을 다시 열지 않기로 결정했다. 그는 자신의 개입 증거로 아자리아가 실종될 때 입고 있던 재킷에서 나온 리본을 가지고 있다고 주장했다. 그러나 린디 챔벌레인은 재킷에 리본이 없었다고 주장했다. 콜의 신뢰성은 그가 다른 사건에 대해 근거 없는 주장을 한 것이 밝혀지면서 더욱 손상되었다.
2005년 8월, 에린 호스버그라는 25세 여성이 자신이 아자리아 챔벌레인이라고 주장했지만, 그녀의 주장은 당국과 오스트레일리아 방송 협회의 미디어 워치 프로그램에 의해 기각되었다. 미디어 워치는 호스버그를 챔벌레인 사건과 연결시키는 어떠한 보도도 실체가 없다고 밝혔다.

## 후기 사건
마이클 챔벌레인은 2017년 1월 9일, 72세의 나이로 백혈병으로 사망했다.
오스트레일리아 국립박물관은 아자리아 챔벌레인 실종과 관련된 250개 이상의 소장품을 보유하고 있으며, 린디 챔벌레인이 문서화하는 데 도움을 주었다. 소장품에는 예술가 조 다비셔와 베로니카 오리어리의 법정 스케치, 캠핑 장비, 챔벌레인 가족의 차, 린디 챔벌레인이 입었던 옷, 그녀의 감옥 문 번호, 그리고 아자리아가 입었던 검은 드레스가 포함된다. 오스트레일리아 국립도서관은 아자리아의 출생 기록과 같은 소량의 아자리아 관련 소장품뿐만 아니라, 챔벌레인 가족의 서신 일부와 많은 일반 대중의 편지를 포함한 약 2만 건의 문서를 포함하는 원고 소장품을 보유하고 있다. 나중에 실제 자동차 자체는 마이클 챔벌레인에 의해 박물관에 판매되었다.

## 미디어 및 문화적 영향

### 영화 및 TV
아자리아 챔벌레인의 죽음은 여러 책, 영화, 텔레비전 프로그램 및 기타 출판물과 이야기에 대한 주제였다. 존 브라이슨의 책 "이블 엔젤스"는 1985년에 출판되었고, 그 후 오스트레일리아 영화 감독 프레드 셰피시에 의해 1988년 동명의 장편 영화로 각색되었다(오스트레일리아와 뉴질랜드 외에서는 A Cry in the Dark로 개봉). 이 영화에는 린디 챔벌레인 역에 메릴 스트립, 마이클 역에 샘 닐이 출연했다. 이 영화로 스트립은 여덟 번째 아카데미상 후보 지명과 첫 AACTA 어워드를 받았다.
2002년, 모야 헨더슨의 오페라 린디는 오스트레일리아 오페라에 의해 시드니 오페라 하우스에서 제작되었다.
이 이야기는 텔레비전 미니시리즈 "Through My Eyes"(2004)로 드라마화되었으며, 미란다 오토와 크레이그 매클라클런이 챔벌레인 부부 역을 맡았다. 이 미니시리즈는 린디의 동명 책을 기반으로 했다.

### 팟캐스트
아자리아의 사망과 챔벌레인 부부의 수색, 사인심문, 재판, 그리고 최종적인 무죄 판결 이야기는 상업 팟캐스트 "A Perfect Storm: The True Story of the Chamberlains"에서 기록되었다. 이 사건은 Casefile 팟캐스트 에피소드 136, 반박 팟캐스트 You're Wrong About, Killer Queens 팟캐스트 에피소드 180, 그리고 범죄 팟캐스트 International Infamy with Ashley Flowers에서도 다루어졌다. 이 사건은 2024년 "The Red Thread" 에피소드에서도 다루어졌다.

### 대중문화 참조
이 사건은 사인필드, 뱀파이어 해결사, 그리고 심슨 가족와 같은 미국 텔레비전 시리즈에서 풍자되었고, "딩고가 내 아기를 잡아먹었어!"와 같은 문구로 미국 대중문화에 흔히 사용되었다. 린디 챔벌레인의 감옥 석방은 The Newsreader의 세 번째 에피소드에서 중요한 사건이다. 1998년 애니메이션 영화 야러그래츠에서 한 기자가 "딩고가 아기를 잡아먹은 게 사실인가요?"라고 말하며 이 사건을 언급한다. 호주 인형 코미디언 랜디 펠트페이스 또한 2021년 라이브 쇼 "Purple Privilege"에서 이 사건을 언급하며, 자신이 "...린디 챔벌레인의 아기가 딩고에게 잡아먹힌 날 태어났다"고 주장했다.

### 연극 제작
극작가 알라나 발렌타인은 2013년에 린디 챔벌레인에 대한 비판과 분노를 중심으로 한 작품을 구상했는데, 이는 아자리아의 죽음과 그 여파에 대한 것이었다. 이 작품은 10년이 지난 지금도 계속되고 있으며, 2023년에는 아마추어 극단 밀턴 폴리즈가 애슐리 하워스를 린디 역으로 출연시켰다.

## 같이 보기
- 켈리 킨 코요테 공격
- 오심 사례 목록
- 해결된 실종자 사건 목록

### 인용
1. ↑  Cunneen, Chris, “Azaria Chantel Chamberlain (1980–1980)”, 《Australian Dictionary of Biography》 (영어) (National Centre of Biography, Australian National University), 2024년 3월 10일에 확인함
2. 1 2  틀:Cite AustLII.
3. 1 2 3  Lowndes, John (1995년 12월 13일). “Inquest into the Death of Azaria Chamberlain” (PDF). 《Coroners Court of the Northern Territory》. 오스트레일리아 정부. 2015년 10월 10일에 원본 문서 (PDF)에서 보존된 문서. 2014년 1월 24일에 확인함.
4. 1 2 3 4  “Dingo took Azaria Chamberlain, coroner finds”. 《시드니 모닝 헤럴드》. 오스트레일리아 연합통신. 2012년 6월 12일. 2014년 1월 23일에 확인함.
5. ↑  틀:Cite AustLII.
6. ↑  Denis Barritt, 11 August 1926 - 14 February 1997
7. 1 2  Brian Johnstone (1982년 10월 30일). “All the makings of a classic whodunnit”. 《The Age》. Australia. 2007년 9월 4일에 원본 문서에서 보존된 문서. 2008년 3월 24일에 확인함.
8. ↑  Rintoul, Stuart (2012년 6월 13일). “'Azaria's spirit can rest'”. 《디 오스트레일리안》. 2014년 1월 24일에 확인함.
9. 1 2  Brewer, Peter (2020년 8월 8일). “Infamous Chamberlain Torana part of our 'lived history' at national museum”. 《Canberra Times》.
10. ↑  “Chamberlain Case (High Court Project)”. 2012년 2월 8일에 원본 문서에서 보존된 문서. 2012년 6월 13일에 확인함.
11. ↑  Waterford, Jack (2012년 6월 13일). “No safety from legal lynching”. 《캔버라 타임스》. 2014년 1월 24일에 확인함.
12. ↑  Hubert, Lawrence; Wainer, Howard (2012년 9월 25일). 《A Statistical Guide for the Ethically Perplexed》. CRC Press. 74쪽. ISBN 978-1-4398-7368-7. 2014년 1월 24일에 확인함.
13. ↑  Boettcher, Barry (2003년 10월 1일).  Australian Museum, Collins St., Sydney에서 작성. 《Azaria's Blood - Evaluating Forensic Evidence and the Azaria Chamberlain Case : ABSTRACT》. The 1120th General Monthly Meeting. University of Sydney, N.S.W., Australia: The Royal Society of New South Wales (RSNSW). 2005년 1월 1일에 원본 문서에서 보존된 문서.
14. ↑  “"A Synopsis of the Identity of the Spray Material on the Dash Support Bracket in the Car of Mr & Ms M L Chamberlain" by L. N. Smith” (PDF). 2012년 6월 13일에 확인함.
15. 1 2  Linder, Douglas O. (2012). “The Trial of Lindy and Michael Chamberlain ("The Dingo Trial"): A Trial Commentary”. 《미주리 대학교 캔자스시티》. 2011년 1월 21일에 원본 문서에서 보존된 문서. 2012년 3월 16일에 확인함.
16. ↑  Hubert, Lawrence; Wainer, Howard (2012). 《A Statistical Guide for the Ethically Perplexed》. Boca Raton, FL, USA: CRC Press. 74쪽. ISBN 9781439873694.
17. ↑  Harris, Les (December 1980). “Report of Les Harris, Expert on Dingo Behavior, on the Propensity of Dingoes to Attack Humans”. 《미주리 대학교 캔자스시티》. 2014년 1월 23일에 확인함.
18. ↑  Rosemarie Milsom (2012년 7월 20일), “Michael Chamberlain: Life, interrupted”, 《Newcastle Herald》, 2016년 9월 16일에 원본 문서에서 보존된 문서, 2016년 9월 15일에 확인함
19. ↑  틀:Cite AustLII.
20. ↑  틀:Cite AustLII
21. ↑  Simper, Errol (2010년 8월 14일). “Discovery of jacket vindicated Lindy”. 《디 오스트레일리안》. 2010년 8월 25일에 원본 문서에서 보존된 문서. 2013년 8월 17일에 확인함.
22. ↑  Royal Commission of Inquiry into Chamberlain Convictions, Report, Commonwealth Parliamentary Papers (1987), volume 15, paper 192.
23. ↑  Fife-Yeomans, Janet (2012년 6월 14일). “Northern Territory Government apology to Lindy and Michael Chamberlain unlikely”. 《헤럴드 선》. 2013년 8월 17일에 확인함.
24. ↑  Brown, Malcolm (2011년 12월 17일). “NT coroner to hold new Azaria inquest 30 years on”. 《디 에이지》. 2024년 7월 13일에 원본 문서에서 보존된 문서. 2011년 12월 18일에 확인함.
25. ↑  “Lindy Chamberlain”. 《오스트레일리아 국립도서관》. 오스트레일리아 정부. 2007년 10월 2일에 원본 문서에서 보존된 문서. 2008년 3월 24일에 확인함.
26. ↑  “Prisoners of a nation's prejudices”. 《시드니 모닝 헤럴드》. 2005년 6월 17일. 2008년 3월 28일에 확인함.
27. ↑  “The Chamberlain ("Dingo") Trial as Seen by Cartoonists”. 《미주리 대학교 캔자스시티》. 2014년 1월 24일에 확인함.
28. 1 2  “Rock Opera”. 《시드니 모닝 헤럴드》. 2002년 10월 12일. 2008년 3월 28일에 확인함.
29. ↑  Steel, Fiona. “A Cry in the Night Part 1 of 3”. 《TruTV》. Turner Entertainment Networks, Inc. 2009년 10월 12일에 원본 문서에서 보존된 문서. 2014년 1월 24일에 확인함.
30. ↑  Creswell, Toby; Trenoweth, Samantha (2006년 1월 1일). 《1001 Australians You Should Know》. Pluto Press Australia. 290쪽. ISBN 978-1-86403-361-8. 2014년 1월 24일에 확인함.
31. ↑  “A Cry in the Dark”. sensesofcinema.com. 2008년 4월 19일에 원본 문서에서 보존된 문서. 2012년 6월 15일에 확인함.
32. 1 2  “The dress that got tongues wagging and split a nation”. 《시드니 모닝 헤럴드》. 2005년 9월 7일. 2008년 3월 26일에 확인함.
33. ↑  “Azaria Chamberlain's dress”. 《오스트레일리아 국립박물관》. 오스트레일리아 정부. 2005. 2012년 3월 1일에 원본 문서에서 보존된 문서. 2008년 4월 21일에 확인함.
34. ↑  “Fraser Island dingo attack won't affect tourism”. 《시드니 모닝 헤럴드》. 2007년 4월 19일. 2008년 3월 28일에 확인함.
35. ↑  “Long history of Fraser dingo attacks”. 《디 에이지》. 2001년 4월 30일. 2014년 1월 24일에 확인함.
36. ↑  “Close Azaria case for good now: Lindy”. 《시드니 모닝 헤럴드》. AAP. 2004년 10월 6일. 2008년 3월 27일에 확인함.
37. ↑  “Frank Cole makes claims about another murder mystery”. 《시드니 모닝 헤럴드》. AAP. 2004년 9월 6일. 2014년 1월 24일에 확인함.
38. ↑  “A dingo ate their ethics”. 《미디어 워치》. 오스트레일리아 방송 협회. 2005년 9월 26일. 2018년 4월 30일에 원본 문서에서 보존된 문서. 2014년 1월 24일에 확인함.
39. ↑  “Michael Chamberlain dies after battle with leukemia, aged 72”. 《www.news.com.au》.
40. ↑  “Chamberlain trial drawings”. 《오스트레일리아 국립박물관》. 오스트레일리아 정부. 2012년 3월 22일에 원본 문서에서 보존된 문서. 2014년 1월 24일에 확인함.
41. ↑  “'A dingo's got my baby': The yellow Torana at the centre of the Azaria Chamberlain case is on show”. 《ABC News》. 2020년 8월 16일.
42. ↑  “Conversation with Lindy Chamberlain-Creighton”. 《오스트레일리아 국립박물관》. 오스트레일리아 정부. 2007년 10월 14일. 2011년 1월 1일에 원본 문서에서 보존된 문서. 2014년 1월 24일에 확인함.
43. ↑  “Lindy Chamberlain”. 《오스트레일리아 국립도서관》. 오스트레일리아 정부. 2014년 1월 24일에 확인함.
44. ↑  “A Cry in the Dark (1988) – Release Info”. 《인터넷 영화 데이터베이스》. 2014년 1월 24일에 확인함.
45. ↑  “Moya Henderson”. 《ABC 라디오 내셔널》. 오스트레일리아 방송 협회. 2002년 10월 26일. 2014년 1월 24일에 확인함.
46. ↑  Enker, Debi (2004년 11월 23일). “Trial by fury”. 《시드니 모닝 헤럴드》. 2008년 3월 27일에 확인함.
47. ↑  “A Perfect Storm: The True Story of The Chamberlains on Apple Podcasts”. 《Apple Podcasts》. 2020년 1월 19일.
48. ↑  “The World Ahead: Pandemic predictions” – play.acast.com 경유.
49. ↑  “Azaria Chamberlain”. 《casefilepodcast.com》. 2020년 2월 15일.
50. ↑  “You're Wrong About - "A Dingo's Got My Baby" on Stitcher”. 《Stitcher》. 2021년 8월 4일에 확인함.
51. ↑  “International Infamy with Ashley Flowers”. 《Spotify》 (영어). 2021년 8월 13일에 확인함.
52. ↑  “Australia asks again: Did a dingo kill the baby?”. 《뉴스데이》. Associated Press. 2012년 2월 23일. 2014년 1월 24일에 확인함.
53. ↑  Tippet, Gary (2004년 7월 10일). “Azaria still a vestige of human frailty”. 《디 에이지》. 2014년 1월 24일에 확인함.
54. ↑  Alberti, John (2004). 〈Ethnic Stereotyping〉. 《Leaving Springfield: The Simpsons and the Possibility of Oppositional Culture》. Wayne State University Press. 280쪽. ISBN 0-8143-2849-0. 2014년 1월 24일에 확인함.
55. ↑  Gorman, James; Kenneally, Christine (2012년 3월 5일). “Australia's Changing View of the Dingo”. 《뉴욕 타임스》. 2014년 1월 24일에 확인함.
56. ↑  Miet, Hannah (2012년 6월 12일). “The Dingo Did, in Fact, Take Her Baby”. 《The Wire》. 2014년 2월 3일에 원본 문서에서 보존된 문서. 2014년 1월 24일에 확인함.
57. ↑  “Randy Feltface - Purple Privilege Full Show”. 《유튜브》. 2022년 5월 18일에 확인함.
58. ↑  “Letters to Lindy”. 《Arts on Tour》 (영어). 2023년 6월 18일에 확인함.
59. ↑  “Letters to Lindy – Finished”. 《Milton Follies》 (영어). 2023년 5월 7일. 2023년 6월 18일에 확인함.

### 참고 자료
- Boyd, Guy, 편집. (1984). 《Justice in jeopardy: twelve witnesses speak out》. [Sandringham, Vic.] (Boyd) / Cheltenham, Vic. (Kingfisher): Guy Boyd; distributed by Kingfisher Books. ISBN 0-9591142-0-3. OL 11624769M. 구글 도서 vgwgPAAACAAJ. 인터넷 아카이브 justiceinjeopard0000unse. NLA 2958339.
- Brien, Steve (1984). 《Azaria: the trial of the century》. [Australia]: QB Books; distributed by Progress Publications. ISBN 0-7255-1409-4. 구글 도서 LJdoPgAACAAJ. NLA 1177672.
- Bryson, John (2000). 《Evil angels》. Rydalmere, N.S.W.: Sceptre, imprint of Hodder Headline Australia. ISBN 0-7336-1328-4. OL 43713088M. 구글 도서 dE4-PgAACAAJ. NLA 2032887. Other editions include:
  - Bryson, John (1985). 《Evil angels》. Ringwood, Victoria, Australia & Harmondsworth, Middlesex, England: Viking, imprint of Viking Penguin. ISBN 9780670809936. OL 17214100M. 구글 도서 YQ5hQgAACAAJ. 인터넷 아카이브 evilangels0000brys.
  - Bryson, John (1986). 《Evil angels》. Ringwood, Victoria, Australia & Harmondsworth, Middlesex, England: Penguin Books, imprint of Viking Penguin. ISBN 9780140092424. OL 7347448M. 구글 도서 if9Soi7EsNMC. 인터넷 아카이브 evilangelscaseof00john.
  - Bryson, John (1997–1999). 《Le chien du desert rouge》 (프랑스어). 번역 Girard, Pierre. [Paris]: Actes Sud. ISBN 2-7427-1271-2. OL 26721402M. Babelio 220726. 구글 도서 eGmfAAAACAAJ. Leboncoin 2852097585. NLA 1574114.
- Chamberlain Innocence Committee (1985). 《New forensic evidence in support of an inquiry into the convictions of M. and L. Chamberlain (the so‐called "blue book", as it's [sic] cover was blue in colour)》 (PDF). [Sydney]: Chamberlain Innocence Committee. NLA 99209. OCLC 11795404 및 219999757.
- Crispin, Ken (1987). 《The crown versus Chamberlain, 1980–1987》. Sydney: Albatross Books. ISBN 0-86760-088-8. OL 8331190M. 구글 도서 PtnZPAAACAAJ. NLA 91005.
- Edmund, Gary (September 1998). 《Science in Court: Negotiating the Meaning of a "Scientific" Experiment During a Murder Trial and Some Limits to Legal Deconstruction for the Public Understanding of Law and Science》. 《Sydney Law Review》 20. 361–401쪽. ISSN 1444-9528. Gale A21206850. HeinOnline h=hein.journals/sydney20&i=371. NLA 7253274, 2731594. 2006년 8월 20일에 원본 문서에서 보존된 문서. |id=에 templatestyles stripmarker가 있음(위치 1) (도움말)
- Flanigan, Veronica M. (1984). 《The Azaria evidence: fact or fiction?》 Rev.판. Wahroonga, N.S.W.: V.M. Flanigan. NLA 98440. OCLC 11795404 및 219999757.
- Hodgson, Nonie, 편집. (1984–1989). 《Azaria newsletter》 (Cooranbong, [N.S.W.]: Chamberlain Information Service). OCLC 216977557. NLA 270265.[1]
- Jackson, Liz (2005년 9월 26일). 〈Media Watch - 2005 - ep30〉. 《Mediawatch》. 제30 회. A dingo ate their ethics (3 of 6). ABC TV. 2006년 9월 21일에 원본 문서에서 보존된 문서.
- Lewis, Robert (1990). 《The Chamberlain case, was justice done?》. Collingwood, Vic.: History Teachers' Association of Victoria. ISBN 0-646-03087-6. 구글 도서 vuzmtgAACAAJ. NLA 2083977.
- Paynter, Tony (1984). 《Ace lie》. Glebe, N.S.W.: Tony Paynter. ISBN 0-949852-15-5. OCLC 27622852. NLA 1303882.
- Reynolds, Paul (1989). 《The Azaria Chamberlain case: reflections on Australian identity》. Working papers in Australian studies, no. 47. [Brisbane]: University of Queensland ; Sir Robert Menzies Centre for Australian Studies, Institute of Commonwealth Studies, University of London. ISBN 1-85507-002-2. OL 1806034M. 구글 도서 CKyRAAAACAAJ. NLA 1117596.
- Richardson, Buck (2002). 《Dingo innocent: the Azaria Chamberlain mystery》. Kuranda, Qld.: LeapFrog Press. ISBN 0-9577290-0-6. 구글 도서 OXQUPQAACAAJ. NLA 2193925.
- Rollo, George W. (1982). 《The Azaria mystery: a reason to kill》 [New]판. Strathfield, N.S.W.: G. W. Rollo. OCLC 40697748. NLA 1653873.
- Shears, Richard (1982). 《Azaria》. Melbourne: Sphere Books / Nelson. ISBN 0-17-006146-9. OL 17905368M. 구글 도서 UbgaAAAAMAAJ. HathiTrust 002196856 => mdp.39015001777526. NLA 306796.
- Simmonds, James (1982). 《Azaria, Wednesday's child: The complete story of Australia's dingo baby case》. West Melbourne: TPNL Books. ISBN 0-9592699-0-8. OL 11624838M. 구글 도서 UN9WPAAACAAJ. NLA 1941356.
- Ward, Phil (1984). 《Azaria! What the jury were not told》. Epping, [N.S.W.]: P.C.W. ISBN 0-9591133-0-4. OL 20754624M. 구글 도서 TagBnQEACAAJ. NLA 2829771.
- Weathered, Lynne (2004). 《A question of innocence: Facilitating DNA-based exonerations in Australia》. 《Deakin Law Review》 9. 277–293쪽. ISSN 1321-3660. 틀:EBSCOhost. Gale A136326650. HeinOnline hein.journals/deakin9&i=283. NLA 4368541, 1977164. Australia has itself recorded a number of wrongful convictions. Mirrored within these cases are some of the causal factors identified in other jurisdictions: incorrect scientific evidence [note 13: Re Conviction of Chamberlain (1988) 93 FLR 239. Also see the Honourable Justice T.R. Morling, Royal Commission of Inquiry into the Chamberlain Convictions, Report of the Commissioner (1987)], [...] Occasionally cases, particularly highly publicised cases, are fortunate enough to attract a Royal Commission inquiry into their conviction, such as occurred with the Chamberlain convictions. [note 29: Lindy Chamberlain was convicted of the murder of her baby daughter, Azaria. Her husband, Michael was convicted of helping to dispose of the body. Chamberlain claimed that a dingo had stolen the baby from their tent at a camping ground near Ayers Rock. Azaria's body has never been found. See the Honourable Justice T.R. Morling Royal Commission of Inquiry into the Chamberlain Convictions, Report of the Commissioner (1987). Also see Malcolm Brown and Paul Wilson, Justice and Nightmares: Successes and Failures of Forensic Science in Australia and New Zealand (1992).] |id=에 templatestyles stripmarker가 있음(위치 19) (도움말)
- Wilson, Belinda. 《The making of a modern myth: the Chamberlain case and the Australian media》 (M.A. thesis). Murdoch, W.A.: Murdoch University. NLA 1527721. OCLC 220951300, 222353786 및 677491079.